# Radio Televizija Vojvodine
RTV (Radio Televizija Vojvodine, Радио Телевизија Војводине – РТВ) – publiczny nadawca telewizyjny i radiowy funkcjonujący w Wojwodinie w Serbii.
RTV została założona w 1974 roku jako Radio Telewizja Nowego Sadu. W obecnej postaci funkcjonuje od 2006 roku.